# Hanna (Wyoming)
Hanna – miasto w Stanach Zjednoczonych, w stanie Wyoming, w hrabstwie Carbon.